# María Soledad Rosas
María Soledad Rosas (Buenos Aires, 23 de maig de 1974 - Torí, 11 de juliol de 1998) va ser una militant anarquista argentina i membre del moviment okupa italià. Va ser arrestada acusada d'ecoterrorrisme per una sèrie d'atemptats en contra del projecte del tren d'alta velocitat, tot i que quan es van produir els atemptats Rosas encara no residia a Itàlia. Era descendent de Juan Manuel de Rosas, que havia tingut una filla anomenada Fénix Rosas amb una dona indígena.

## Biografia
Després d'acabar els estudis d'hoteleria els seus pares van regalar-li un viatge a Itàlia, país al que va arribar el juliol de 1997. Buscant un lloc on passar la nit, Rosas es va topar de casualitat amb El Asilo, un centre social okupat. De seguida Rosas va empatitzar amb el mode de vida dels anarquistes italians i va conèixer la que seria la seva parella, amb qui es va casar per a obtenir la ciutadania italiana.
El 5 de març del 1998, la policia va irrompre a al centre social okupat de Collegno on residia i es va emportar detinguts tres joves que van ser acusats d'associació subversiva amb finalitat de terrorisme i subversió de l'ordre democràtic. Rosas va ser confinada en una presó d'alta seguretat amb Edoardo Massari i Silvano Pelissero, només aquest últim va sobreviure i va ser alliberat. La causa judicial va caracteritzar-se per diverses irregularitats quant a les proves, com la manipulació de les converses gravades per a intentar vincular el moviment okupa amb els Llops Grisos, a qui s'atribuïa l'autoria dels atemptats contra la línia d'alta velocitat. Les circumstàncies en què va morir Rosas posen en dubte la versió oficial en què va morir per suïcidi.
El setembre de 2018 es va estrenar la pel·lícula biogràfica titulada Soledad amb l'actuació de Vera Spinetta i la direcció d'Agustina Macri. La pel·lícula va guanyar el Premi a la millor pel·lícula al BCN Film Fest.